# Monkey Island 2: LeChuck’s Revenge
A Monkey Island 2: LeChuck’s Revenge a Monkey Island-sorozat második része és a hatodik LucasArts játék, amely a SCUMM motort használja. Ezenkívül ez az első játék, amely az iMUSE hangrendszert használja.

## Történet
|  | Alább a cselekmény részletei következnek! |

Az első játék sikeres megnyerése után nem tudhatjuk, mi történt Guybrush Threepwood és Elaine Marley között. A folytatás bemutatja, Guybrush hogyan próbálja visszanyerni Elaine szerelmét és megszerezni a titokzatos kincset, a Big Whoop-ot (Nagy Dobás-t).
A játék kezdetén láthatjuk, amint Elaine és Guybrush köteleken lógnak, és Elaine megkéri Guybrush-t hogy mesélje el neki a vele történteket.
Guybrush története elején két kalózzal beszélget és éppen azt meséli, hogy sikerült elpusztítania LeChuck-ot. Megemlíti azt is, hogy éppen a Big Whoop-ot akarja megszerezni, és hajót keres a célja megvalósításához. A kalózok tájékoztatják, hogy Largo LaGrande, LeChuck egykori "jobbkeze" hajózási tilalmat rendelt el a szigeten. Guybrush egy voodoo babával, amit a Voodoo Lady (Voodoo hölgy) adott neki, legyőzi Largo-t. Mindamellett Largo-nak sikerül a Guybrush által őrzött, LeChuck-tól származó szakállt megszereznie, amivel sikeresen feltámasztja régi pártfogóját.
Miután a Voodoo Lady megmondja Guybrush-nak, hogy "the only way to stop LeChuck now lies only in the secret of Big Whoop" (az egyetlen módja hogy megállítsd LeChuck-ot, a Big Whoop titkában rejlik), Guybrush folytatja kalandját, hogy előkerítse az említett kincset.
Mikor megérkezik Dinky Island-re, ahol a Big Whoop található, Guybrush felrobbantja az X-szel jelölt területet, és lezuhan, de egy kötélen megkapaszkodik. Ekkor a játék visszatér a nyitójelenethez, ahol láthatjuk, amint Elaine és Guybrush beszélget. Ekkor Guybrush hirtelen leesik, egyenesen oda, ahol LeChuck is tartózkodik.
A LeChuck-kal "vívott" voodoo-csata után Guybrush levágja ellensége lábát, halálos sebet okozva neki. LeChuck eztán megkéri Guybrush-t, hogy segítsen neki levenni álarcát. Miután Guybrush ezt megteszi, észreveszi, hogy LeChuck nem más, mint a saját bátyja. A következő jelenetben már gyerekként, egy vidámparkban láthatjuk a két főszereplőt, akiknek szüleik elmondják, hogy mennyire aggódtak miattuk. A játék zárójelenetében láthatjuk, amint a gyerek LeChuck izzó, vörös szemmel vigyorog. A stáblista előtt láthatjuk, hogy a Big Whoop a vidámpark neve.

## Részletek
A MI2-t sok rajongó és kritikus a LucasArts legjobb kalandjátékának tartja. Viszont a szürrealisztikus és félreérthető befejezés miatt a játék sok kritikát kapott.
Szintén ez volt az első kalandjáték, ahol nehézségi szintet lehetett választani. A "könnyű" fokozaton néhány fejtörő, valamint a cselekmény egy része el lett hagyva.
A játék floppy lemezeken jelent meg PC-re (VGA grafikával), Macintosh-ra és Amiga-ra (32 színű grafikával) 1991-ben. Később megjelent CD-ROM-on is egy összeállítás a Monkey Island játékokból. 1994-ben a játék megjelent FM Towns-ra is (ez volt az utolsó LucasArts játék, ami megjelent erre a rendszerre). A projekt vezetője és tervezője Ron Gilbert volt.

## Érdekességek
- A játékban feltűnik a sirály a LOOM-ból, valamint megemlítik a stáblistában is.
- Egy újabb halállal kapcsolatos easter egg tűnik fel a játékban. Guybrush látszólag meghalhat, mikor beleesik a savval teli gödörbe, de logikailag ez lehetetlen, ugyanis ő meséli a történetet. Elaine rá is mutat erre a paradoxonra és ekkor a játék visszatér a gödrös jelenet elejére.
- Folytonossági hiba, hogy Guybrush néha "elveszti" arcszőrzetét, mikor Scabb Island partján, a fatörzsön ül.
- A Monkey Island 2 két nehézségi szintet tartalmaz. Mielőtt a játék elkezdődne, a program kéri, hogy válasszunk a hagyományos MI2, és a "Monkey 2 Lite" (ez egy viszonylag "megcsupaszított" változat, amely néhány fejtörőt egészében átugrik) közül. A játék csomagolásának hátulján olvasható, hogy ezt főleg a kritikusoknak szánják. Ez a fajta nehézségi szint választás a The Curse of Monkey Island-ban is visszaköszön, de ott a másik lehetőség a "Mega-Monkey", ami ellentétben a "Monkey 2 Lite"-tal, néhány plusz fejtörőt, párbeszédet és tárgyat ajánl.
- A Monkey Island 2: LeChuck's Revenge Sega CD-re történő megjelenésének tervét elvetették, miután a The Secret of Monkey Island Sega CD változata nem fogyott eléggé.
- A Monkey Island-sorozatot részben a Disneyland-beli látványosság, a "Pirates of the Caribbean" ihlette, és a Monkey Island 2-ben erre számos utalást találunk, ilyenek a börtönben lévő őrkutya (Walt), a Disneyland stílusú alagutak, vagy a zárójelenetben lévő "E Ticket" (E jegy).
- Ron Gilbert elmondása szerint az 1988-as Tim Powers könyv, az On Stranger Tides volt az egyik legnagyobb ihletforrásuk.